# Asa Gray
Asa Gray (ur. 18 listopada 1810, zm. 30 stycznia 1888) – amerykański botanik, badacz flory Ameryki Północnej, profesor Uniwersytetu Harvarda, propagator teorii ewolucji.

## Życiorys
Studiował w Fairfield Medical College (środkowo-zachodni Nowy Jork), gdzie w 1831 roku uzyskał stopień doktora medycyny. Po krótkiej praktyce lekarskiej na zachodzie stanu przeniósł się do miasta Nowy Jork, gdzie jego mentorem został John Torrey. Torrey, uznany wówczas autorytet botaniczny, przyjął go do współpracy przy tworzeniu dzieła Flora of North America (1838–1843), które w zamierzeniach miało być pierwszym systematycznym opisem flory kontynentu. Gray miał też wziąć udział w wielkiej ekspedycji badawczej Charlesa Wilkesa, jednak zrezygnował z niej, przyjmując w 1838 roku profesurę Uniwersytetu Michigan, co wiązało się z naukową wizytą w Europie.
W 1842 roku został profesorem na Uniwersytecie Harvarda, gdzie pozostał do śmierci (na emeryturę od działalności dydaktycznej przeszedł w 1873 roku). Mimo objęcia katedry rybactwa, kontynuował pracę botaniczną i uznawany jest za pierwszego Amerykanina utrzymującego się z pozycji profesora botaniki. W 1848 roku został członkiem Amerykańskiego Towarzystwa Filozoficznego. Otrzymał honorowe doktoraty z prawa od trzech brytyjskich uczelni.
Ożenił się z Jane Lathrop Loring, nie miał dzieci.

### Działalność naukowa
Gray jest autorem wielu prac poświęconych botanice. Najbardziej popularną z nich jest Manual of the Botany of the Northern United States, from New England to Wisconsin and South to Ohio and Pennsylvania Inclusive, potocznie nazywana Gray’s Manual. Gray odkrył, że wiele gatunków japońskich roślin ma swoje wikarianty na wschodnim wybrzeżu Ameryki Północnej z wyraźną dysjunkcją zasięgu. Wraz z Torreyem przyczynił się do modyfikacji amerykańskiej taksonomii botanicznej, rezygnując z systemu Linneusza, a przyjmując podejście bliższe systemom de Candolle’a i de Jussieu. W ten sposób ich system był bliższy systemowi naturalnemu i stał się bardziej spójny z używanym wówczas w Europie, co podniosło prestiż amerykańskiej botaniki w świecie naukowym.
Gray poznał osobiście Charlesa Darwina i następnie korespondował z nim przez długi czas. Znajomość ta miała istotny wpływ na poglądy i prace badawcze obu uczonych. Kwestia pokrewieństwa flory wschodnioazjatyckiej i wschodnioamerykańskiej w połączeniu z teorią zlodowaceń pozwoliła im na wysnucie tezy o wspólnych przodkach i rozdzieleniu potomnych populacji barierą lodową. W związku z tym Gray był jednym z pierwszych popularyzatorów idei Darwina w amerykańskim środowisku naukowym, jednocześnie krytykując wcześniejszą teorię ewolucji Roberta Chambersa, która w odróżnieniu od Darwinowskiej, była pozbawiona naukowej rzetelności. Z drugiej strony, Gray, przyjmował, że bezpośrednie dowody na dobór naturalny są trudne do uzyskania, a darwinizm jest po prostu uprawnioną hipotezą naukową najlepiej wyjaśniającą zmienność gatunków.
Gray był wychowany w rodzinie prezbiteriańskiej, co zostało wzmocnione przez wpływ Johna Torreya. Przyjęcie darwinizmu nie wiązało się u niego z osłabieniem religijności, lecz stał na stanowisku, że darwinowska teoria ewolucji da się pogodzić z wiarą, gdyż są to odrębne sfery. Stąd można go uznać za prekursora teistycznego ewolucjonizmu – Gray zajął pozycję pomiędzy zwalczającymi się obozami tych, którzy darwinizm uważali za przyczynek do ateizmu a religijnymi obrońcami kreacjonizmu jako postawy naukowej. Do historii nauki przeszedł zwłaszcza jego konflikt z jednym z największych ówczesnych autorytetów naukowych – Louisem Agassizem, z którym współpracował na Uniwersytecie Harvarda. Jako dewizę przyjmował hasło: „Dobór naturalny jest niesprzeczny z teologią naturalną”. Niemniej Gray, krytykując Darwina za całkowite zdanie się na siły natury podczas tworzenia analogii między doborem naturalnym a sztucznym, obawiał się, że prowadzić to może do personifikacji natury i przypadku, przez co przyjmował, że kierunek ewolucji jest wyznaczany przez Boga, który też pełnił rolę Stwórcy i Pierwszego Poruszyciela.
Na cześć Garya American Society of Plant Taxonomists przyznaje nagrodę jego imienia Asa Gray Award uczonym najbardziej zasłużonym dla rozwoju botaniki.
Jego nazwisko jako autora nazw botanicznych jest skracane do A.Gray.